# Loseblattsammlung

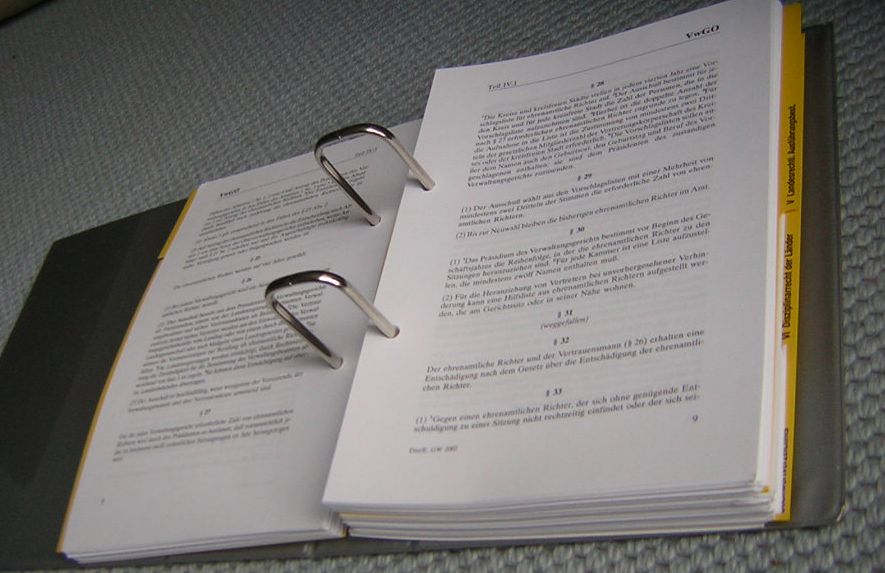
Loseblattsammlung

Eine Loseblattsammlung ist eine Art Buch, das jedoch nicht fest gebunden ist, sondern vielmehr aus einer Vielzahl einzelner, austauschbarer Blätter besteht. In der Regel handelt es sich um einen oder mehrere Aktenordner. Als Abkürzung ist LBW (Loseblattwerk) gebräuchlich.

## Einsatz
Hat sich der Inhalt einer Seite geändert, wird nur das Blatt ausgetauscht, das die Änderung enthält. Die auszuwechselnden Seiten erscheinen jeweils im Rahmen einer sogenannten Aktualisierungs- bzw. Ergänzungslieferung (EL). Durch die Ausgabe als Loseblattsammlung wird die sonst notwendige Neuauflage des vollständigen Werkes gespart. Beispielsweise umfasst die als Loseblattsammlung herausgegebene Vorschriftensammlung für die Verwaltung für Sachsen rund 10.000 Seiten in zwei Bänden, wovon jährlich in rund vier Ergänzungslieferungen ca. 1700 Seiten ausgetauscht werden.
Besondere Bedeutung haben Loseblattwerke bei Gesetzessammlungen. Dort werden redaktionell ausgewählte Gesetzestexte als konsolidierter Volltext veröffentlicht. Im juristischen Bereich sind Habersack – Deutsche Gesetze (früher: Schönfelder – Deutsche Gesetze) und Sartorius – Verfassungs- und Verwaltungsgesetze die bekanntesten Werke. In Deutschland wurde der Schritt zur Veröffentlichung von Gesetzen und Verordnungen in der Form der Loseblattsammlung 1935 vom Verlag C. H. Beck mit der 4. Auflage des Schönfelders vollzogen, da sich die Buchform gegenüber dem Tempo der Gesetzesänderungen in der Zeit des Nationalsozialismus als zu „statisch“ erwies. Auch werden die amtlichen Veröffentlichungen des Deutschen Arzneibuches und des Homöopathischen Arzneibuchs seit einiger Zeit als Loseblattsammlung herausgegeben. Diese Ausgaben waren früher gebunden. Ferner werden das Luftfahrthandbuch in Deutschland sowie gerichtliche Entscheidungssammlungen und einige Gesetzeskommentare als Loseblattsammlung herausgegeben.
In Deutschland besteht wegen § 2 Abs. 1 Nr. 3 Buchpreisbindungsgesetz die Buchpreisbindung auch für Loseblattsammlungen.
Loseblattsammlungen sind auch im Hobby-Bereich verbreitet, dort werden jedoch keine bestehenden Seiten ausgetauscht, sondern das Werk im Zuge der Ergänzungslieferungen beständig ausgebaut.
Eine Art Loseblattsammlung waren früher auch die Lieferungsromane.

## Kritik am Vertriebskonzept der Loseblattsammlung
Da Loseblattsammlungen in vielen kleinen, vergleichsweise preisgünstigen Einzellieferungen vertrieben werden, ist der tatsächliche Gesamtpreis des Werks nicht auf den ersten Blick erkennbar. Loseblattsammlungen können dadurch teurer als ein Fachbuch zum gleichen Thema werden. Jedoch bleibt das Loseblattwerk durch die Aktualisierungen auf dem neuesten Stand.
Bei manchen Loseblattsammlungen, insbesondere aus dem Bereich Computer und Programmierung, ist die erste Lieferung unvollständig, oder das Thema bedarf eigentlich keiner ständigen Aktualisierung. In einigen Fällen wird der Kunde durch einen sehr günstigen Einstiegspreis zum Kauf verleitet, die Folgelieferungen sind im Verhältnis dazu teurer.
Die ausgetauschten Seiten werden von Verlagen manchmal nach Seiten berechnet. Der Austausch von Inhalts- und Stichwortverzeichnissen sowie reinen Umbruchänderungen wird dabei kritisch betrachtet, sofern diese Seiten auch berechnet werden.

## Übertragene Bedeutung
Der Begriff „Loseblattsammlung“ wird mitunter auch bezogen auf ungeordnete bis chaotische Unterlagen, die nicht oder nur vereinzelt abgeheftet sind.